# Amphipoea flavomaculata
Amphipoea flavomaculata là một loài bướm đêm trong họ Noctuidae.